# Бахром Фируз
Бахром Бабаевич Фируз (тадж. Баҳром Бобоевич Фирӯз; 1 ноября 1939, Нуратинский район Самаркандской области, Таджикская ССР, СССР — 25 сентября 1994, Худжанд, Таджикистан) — таджикский поэт, прозаик и переводчик.

## Биография
Родился в семье учителя. Окончил Самаркандское педагогическое училище (1956), а в 1962 году — историко-филологический факультет Ленинабадского государственного педагогического института им. Кирова. До 1964 года работал в этом же институте на кафедре таджикской литературы.
Переехав в Душанбе, занимался журналистикой: был редактором и главным редактором литературно-драматического вещания Гостелерадио Таджикской ССР, заведующим отделом газеты «Комсомоли Тоджикистон», заведующим отделом журнала «Садои Шарк», заведующим редакцией детской и юношеской литературы издательства «Маариф», заведующим отделом литературы газеты «Маданияти Тоджикистон», издательства «Маариф».
Основал и издавал журнал «Сайхун», занимая пост его главного редактора всю оставшуюся жизнь, то есть до 25 сентября 1994 года.
Член Союза писателей СССР с 1971 года.

## Творчество
Первые стихи напечатал в республиканских газетах в 1960 году. Автор поэтических сборников: «Тайны лунных ночей» (1967), «Вереница» (1973), «Жар сердца» (1984). Опубликовал книги рассказов и повестей: «След звезды» (1975), «Рухсора» (1978), «Клад в развалинах» (1979), «Ты не одинок» (1980), «Горький вкус правды» (1981), «От неба до земли» (1983), «Основа и уток» (1985).
На русском языке повести и рассказы составили сборник «Ты не одинок» (издательство «Детская литература», Москва, 1981).
Многие рассказы и циклы стихов напечатаны в республиканских и центральных изданиях: «Таронаи Октябрь» (1967), «Наврузи» (1968), «Утренняя книга» (1971), «Млечный Путь» (1972), «Поклон земле родной» (издательство «Художественная литература», Москва 1974), «Колосья одного снопа» (1976), «Восход» (Фрунзе, 1978), «У подножия голубых гор» (издательство «Художественная литература», Москва 1979), «Фаввора» (1979), антология таджикской детской литературы, «Ласточка» (1981)
Писал о молодёжи, стремящейся найти свое место в жизни, утверждает силу настоящей дружбы и любви.
Отдельные произведения переведены на языки народов СССР, напечатаны в Иране, Болгарии, Чехословакии, Японии.
Перевёл на таджикский язык ряд стихотворений и поэм М. Лермонтова, А. Блока, Х. Алимджана, Д. Кугультинова, Ф. Алиевой, стихи болгарских поэтов, прозу П. Цвирки, «Алые паруса» А. Грина, тексты более пятидесяти художественных фильмов. Выступал в печати с очерками и статьями о проблемах литературы, искусства, экономики.

## Звания и премии
- 1971 — Заслуженный работник культуры Таджикистана
- 1991 — Лауреат премии Союза писателей Таджикистана имени Садриддина Айни.